# Jorge Castillo
Jorge José Carmelo Castillo Casalderrey, (Pontevedra, 16 juni 1933) is een Spaanse schilder, graficus en beeldhouwer. Hij wordt beschouwd als een belangrijke vertegenwoordiger van het surrealisme en de informele schilderkunst.

## Leven en werk
Castillo werd geboren in Pontevedra in de Spaanse provincie Galicië. Zijn familie emigreerde in 1934, om politieke redenen, naar Argentinië. Castillo bracht zijn kinderjaren en jeugd door in Buenos Aires.
In 1948 startte hij een bedrijfsopleiding tot technisch tekenaar. Vanaf 1950 begon hij als autodidact te schilderen en te tekenen. Hij maakte kennis met de surrealistsche Argentijnse kunstenaar Raquel Forner en ging met hem samenwerken.
In 1955 ging Castillo terug naar Spanje en vestigde zich in Madrid. In deze periode maakte hij vele surrealistische inkttekeningen en gouaches. Een eerste solotentoonstelling van deze werken had hij in 1959 in de Galeria Altamira in Madrid. In de vroege jaren 1960 trok hij eerst naar Barcelona, maar hij woonde en werkte ook twee jaar in Parijs en van 1966 tot 1969 in Genève.
Op 17 januari 1966 was er een ongeval met Amerikaanse kernwapens in het Spaanse dorp Palomares. Naar aanleiding van dit ongeval maakte hij een monumentaal ontwerp voor een drieluik. Met dit werk verwierf hij internationale aandacht en werd met dit en drie andere werken in 1968 uitgenodigd voor deelname aan de 4.documenta in de Duitse stad Kassel. Hij ontving een beurs van de Deutsche Akademische Austauschdienst (DAAD) en verhuisde in 1969 naar Berlijn, waar hij tot 1975 woonde en werkte voordat hij terugkeerde naar Barcelona. In de vroege jaren 1980 verhuisde hij naar New York.
Jorge Castillo wordt gerangschikt onder de meest belangrijke Spaanse kunstenaars van het surrealisme en de informele schilderkunst. Zijn werken zijn opgenomen in tal van musea en verzamelingen in Europa, Zuid-Amerika en de Verenigde Staten. Vele monumentale werken bevinden zich in de openbare ruimte van Spaanse steden, onder andere in La Coruña, Messina en Barcelona. Ook nam hij vanaf 1959 deel aan talrijke tentoonstellingen over de hele wereld, onder andere in de jaren 1964 en 1968 aan de Biënnale van São Paulo en de Biënnale van Venetië. In 1964 was hij prijswinnaar van de I. Internationale der Zeichnung en in 1975 kreeg hij de prijs voor de schilderkunst in Darmstadt uitgereikt.
De kunstenaar woont en werkt in Barcelona, New York en Berlijn.